# Джимма
Джи́мма (амх. ጅማ, оромо Jimma) — найбільше місто південно-західної частини Ефіопії. Розташоване в регіоні Оромія.

## Географія
Джима розташована приблизно за 250 км на північний захід від Аддис-Абеби, на висоті 2085 м над рівнем моря. Через місто протікає річка Ауету.

### Клімат
Місто знаходиться у зоні, котра характеризується морським кліматом. Найтепліший місяць — березень із середньою температурою 20 °C (68 °F). Найхолодніший місяць — грудень, із середньою температурою 16.7 °С (62 °F).
| Клімат Джимми           | Клімат Джимми | Клімат Джимми | Клімат Джимми | Клімат Джимми | Клімат Джимми | Клімат Джимми | Клімат Джимми | Клімат Джимми | Клімат Джимми | Клімат Джимми | Клімат Джимми | Клімат Джимми | Клімат Джимми |
| Показник                | Січ.          | Лют.          | Бер.          | Квіт.         | Трав.         | Черв.         | Лип.          | Серп.         | Вер.          | Жовт.         | Лист.         | Груд.         | Рік           |
| Середня температура, °C | 18            | 19            | 20            | 20            | 20            | 19            | 18            | 18            | 19            | 19            | 18            | 17            | 18            |
| Норма опадів, мм        | 35            | 54            | 90            | 140           | 167           | 215           | 214           | 213           | 180           | 94            | 60            | 32            | 1494          |
| ----------------------- | ------------- | ------------- | ------------- | ------------- | ------------- | ------------- | ------------- | ------------- | ------------- | ------------- | ------------- | ------------- | ------------- |
| Джерело: Weatherbase    |               |               |               |               |               |               |               |               |               |               |               |               |               |

## Історія

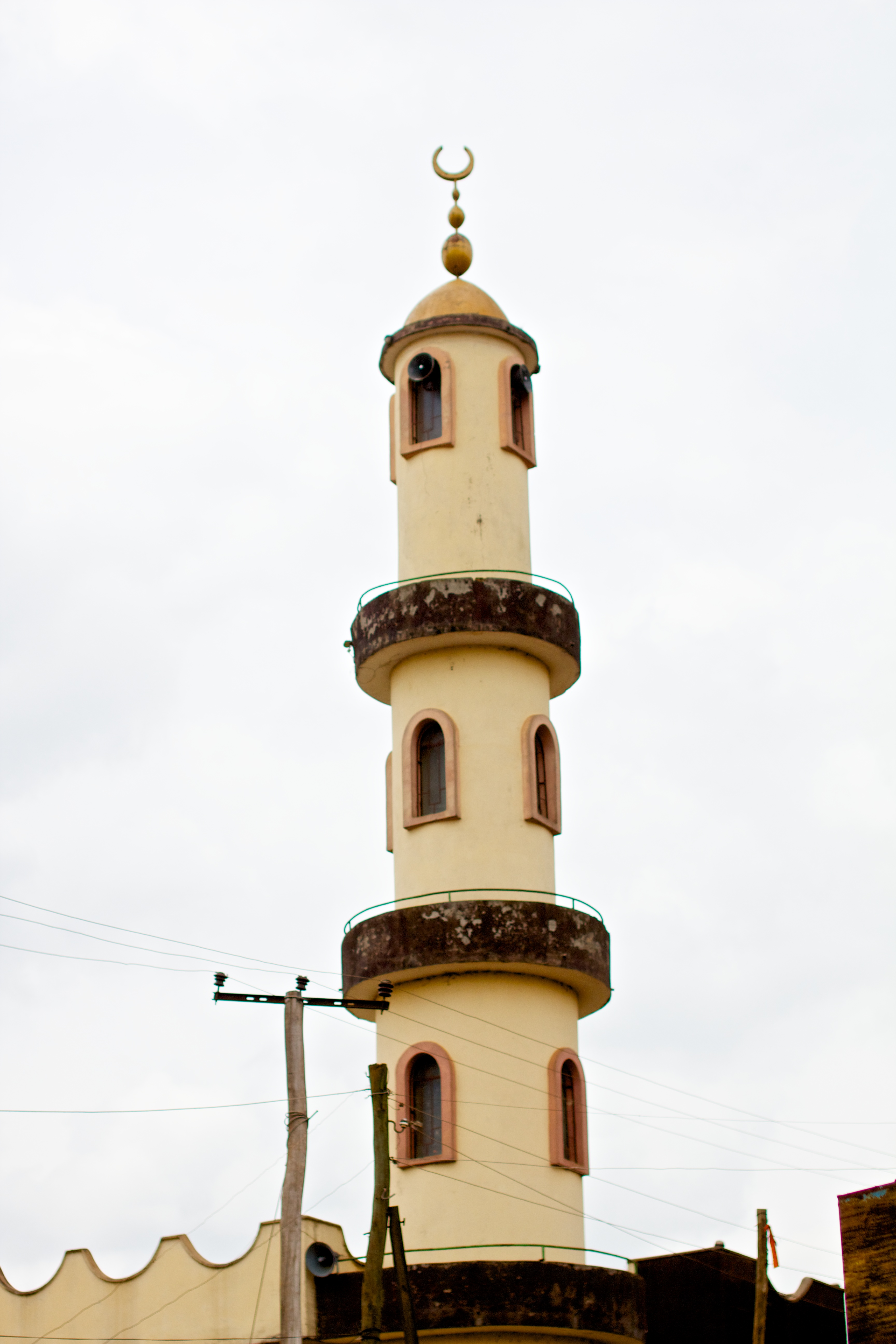
Мечеть в Джиммі

До початку XIX століття Джима (під назвою Хірмата) була великим торговим центром, передмістям столиці держави Оромо — міста Джиро. Місто знаходилося на перетині торгових шляхів, значимість його згодом зростала, і в середині XIX століття за 7 кілометрів від міста королем Абба-Джифаром I був побудований королівський палац. У 1932 році, після смерті Абба Джифара II, королівство Джима було скасовано і його територія безпосередньо підпорядкована Ефіопії.
В кінці 1930-х місто Джима було перебудоване і розширене під владою італійських колонізаторів. Місто стало одним із центрів ісламської культури в Ефіопії, було відкрито школу з вивчення фікга. У квітні 1975 року в Джиммі і околицях пройшли студентські та селянські хвилювання, пригнічені армією. В результаті зіткнень 24 людини загинуло, багатьох заарештували.
За кілька днів до закінчення Громадянської війни в травні 1991 року Джима була узята Революційно-демократичним фронтом ефіопських народів.

## Економіка
Центр деревообробної промисловості. В районі міста найбільші в Ефіопії плантації кави. У грудні 2006 року на кошти Африканського банку розвитку (98 млн доларів) почалося будівництво дороги-хайвею між Джиммою і Мізан-Тефері протяжністю 227 км.

## Пам'ятки
Пам'ятки міста — Палац Абба Джіфара, музей, університет, ринки, аеропорт.

## Уродженці
- Мулату Астатке (* 1943) — ефіопський джазовий музикант, композитор і аранжувальник.